# Жироплан на Бреге-Рише
Жиропланът на Брегѐ-Ришѐ (Breguet-Richet Gyroplane) е ра̀нен френски експериментален квадрокоптерен летателен апарат с носещи витла, разработен от Breguet Aviation.

## Дизайн и разработка
Gyroplane No.I е един от най-ранните опити за създаване на практичен летателен апарат с носещи витла. Той е конструиран от братята Бреге със съдействието на професор Шарл Рише. Летателният апарат е имал открита стоманена рамкова конструкция със седалка за пилота и двигател в центъра. Радиално на централната конструкция са разположени четири цилиндрични стоманени рамена, обтегнати чрез телове, всяко носещо положена върху му двойка четирилопатни ротора. За елиминиране на усукващия ефект, роторите от едната двойка са задвижвани по посока на часовниковата стрелка, а другите два – в обратна.

## Експлоатация
На 29 септември 1907 г., Gyroplane No.I е пуснат да лети за първи път, макар и на височина само 0,6 m. Полетът не е свободен, тъй като четирима души придържали конструкцията с въжета. Той не е бил нито контролируем, нито управляем, но е бил първият път, в който роторен апарат издига себе си и пилот във въздуха. По-късно апаратът се издига до височина 1,52 m над земята. Дизайнът е подобрен и Gyroplane No.II се появява на следващата година. No.II имал два двулопатни ротора с диаметър 7,85 m, а също и фиксирани крила. Задвижван от 41 kW (55 к.с.) двигател Renault, според сведения, той е летял успешно неведнъж през 1908 г. No.II е бил повреден при твърдо кацане и реконструиран като No.IIbis. Той лети най-малко веднъж през април 1909 г. преди да бъде разрушен, когато заводът на компанията пострадва тежко по време на много силна буря.

## Технически характеристики (на No.I)
| Общи характеристики         |                                                                  |                                                                  |
| --------------------------- | ---------------------------------------------------------------- | ---------------------------------------------------------------- |
| Екипаж                      | 1                                                                | 1                                                                |
| Височина                    | 3,7 m                                                            | 3,7 m                                                            |
| Тегло (празен)              | 500 kg                                                           | 500 kg                                                           |
| Тегло (пълен)               | 578 kg                                                           | 578 kg                                                           |
| Двигател                    | 1 бутален двигател с водно охлаждане Antoinette, 34 kW (46 к.с.) | 1 бутален двигател с водно охлаждане Antoinette, 34 kW (46 к.с.) |
| Диаметър на носещите ротори | 578 kg                                                           | 578 kg                                                           |
| Площ на носещите ротори     | 578 kg                                                           | 578 kg                                                           |
| Работни характеристики      |                                                                  |                                                                  |
| Издръжливост                | 1 минута                                                         | 1 минута                                                         |
| Таван на полета             | 0,6 m                                                            | 0,6 m                                                            |

Летателни апарати от същата ера с подобна роля и конфигурация:
- Cornu helicopter
- de Bothezat helicopter